# Qualificazioni alla Coppa delle nazioni africane 2025 - Gruppo A

## Classifica
| Squadra    | Pt | G | V | N | P | GF | GS | DR |
| ---------- | -- | - | - | - | - | -- | -- | -- |
| Tunisia    | 7  | 4 | 2 | 1 | 1 | 4  | 3  | +1 |
| Comore     | 6  | 4 | 1 | 3 | 0 | 4  | 3  | +1 |
| Gambia     | 5  | 4 | 1 | 2 | 1 | 4  | 4  | 0  |
| Madagascar | 2  | 4 | 0 | 2 | 2 | 2  | 4  | -2 |

## Risultati

### 1ª giornata
| Arbitro: | Chelanget Ali Sabila |

|                         |           |                   |
| Youssouf M'Changama 37’ | Marcatori | 45+1’ Musa Barrow |

| Arbitro: | Jean Jacques Ndala Ngambo |

|                     |           |  |
| Ferjani Sassi 90+8’ | Marcatori |  |

### 2ª giornata
| Arbitro: | Tewodros Mitiku |

|              |           |                                           |
| Ali Sowe 14’ | Marcatori | 11’ Ali Abdi 75’ Mohamed Ali Ben Romdhane |

| Arbitro: | Patrice Mebiame |

|                            |           |                         |
| Carolus Andriamatsinoro 9’ | Marcatori | 41’ Youssouf M'Changama |

### 3ª giornata
| Arbitro: | Chelanget Ali Sabila |

|                         |           |                      |
| Clément Couturier 45+2’ | Marcatori | 90+7’ Yankuba Minteh |

| Arbitro: | J. Ogabor |

|  |           |                 |
|  | Marcatori | 63’ Rafiki Saïd |

### 4ª giornata
| Arbitro: | B. Karboubi |

|                 |           |  |
| Musa Barrow 62’ | Marcatori |  |

| Arbitro: | T. Mogos Teklu |

|                   |           |                    |
| Faïz Selemani 49’ | Marcatori | 68’ Yassine Meriah |

### 5ª giornata
| Antananarivo 11 novembre | Madagascar | – | Tunisia | Stadio municipale di Mahamasina |

| 11 novembre 2024 | Gambia | – | Comore |  |

### 6ª giornata
| 19 novembre 2024 | Tunisia | – | Gambia |  |

| Mitsamiouli 19 novembre 2024 | Comore | – | Madagascar | Said Mohamed Cheikh Stadium |